# سماء الفانيلا (فلم)
سماء الفانيلا (بالإنجليزية: Vanilla Sky) فيلم أمريكي من إنتاج عام 2001، وهو إعادة إنتاج للفيلم الإسباني/فرنسي/إيطالي افتح عينيك (بالإسبانية: Abre los ojos) من إنتاج عام 1997.
(spoiler alert)
فيلم سماء الفانيلا من بطولة توم كروز وكاميرون دياز وبينيلوب كروز. تدور أحداثه في إطار رومانسي شيق، يتحول إلى مزيج يثير التوتر والشعور بالغموض والرعب في آن واحد، لكن سرعان ما تتكشف الحقائق المذهلة حول حياة بطل الفيلم دافيد آيمز، وكونها حياة افتراضية وأنها ما إلا مجرد جزء من مشروع شركة إل إي و هو ميت اساسا وكل ما عاشه اوهمه عقله بذلك، اختصار عبارة تمديد الحياة، وهو من أفلام الخيال العلمي المثيرة للغاية.

## وصلات خارجية
- مقالات تستعمل روابط فنية بلا صلة مع ويكي بيانات

1. ↑  "معلومات عن سماء الفانيلا (فيلم) على موقع sratim.co.il". sratim.co.il. مؤرشف من الأصل في 2021-09-17.
2. ↑  "معلومات عن سماء الفانيلا (فيلم) على موقع scope.dk". scope.dk. مؤرشف من الأصل في 2007-07-22.
3. ↑  "معلومات عن سماء الفانيلا (فيلم) على موقع movie.walkerplus.com". movie.walkerplus.com. مؤرشف من الأصل في 2020-12-05.